# マーク・ティーエン
マーク・トーマス・ティーエン（Mark Thomas Teahen, 1981年9月6日 - ）は、アメリカ合衆国カリフォルニア州出身の元プロ野球選手（内野手）。右投左打。

## 経歴
2002年のMLBドラフトでオークランド・アスレチックスから1巡目（全体39位）で指名を受け、入団。『マネー・ボール』でも期待の若手として取り上げられるほどの選手だったが、2004年3月中には正三塁手のエリック・チャベスの長期契約延長が成立したためメジャー昇格後のポジションが埋まってしまい、同年6月24日にカンザスシティ・ロイヤルズとヒューストン・アストロズが絡む三角トレードで、マイク・ウッドと共にロイヤルズへ移籍。ロイヤルズ移籍後は、AAA級のオマハでプレイ。
前年までの正三塁手であったジョー・ランダがシンシナティ・レッズに移籍した2005年、開幕戦の4月4日のタイガース戦でメジャーデビュー。開幕戦のメジャーデビューは球団史上、ジョー・ゼブ（1977年）、マイケル・タッカー（1995年）に次いで3人目。4月13日から故障者リスト入りとなったが、故障から復帰した5月以降は正三塁手として出場。最終的には打率.246・7本塁打・55打点という成績を残した。
2006年は、5月4日時点で打率.195の成績でAAA級のオマハへ降格。オマハでは24試合の出場で打率.380を記録し、6月3日にメジャーに復帰。復帰以降の打率は.313だったが、右肩を手術するため、9月6日の出場を最後に残りの22試合を欠場。
アレックス・ゴードンが2007年から三塁手として出場するため、ティーエンは右翼へコンバートされた。同年、自己最高の144試合に出場し、自身初の規定打席に到達。得点、安打、三塁打、盗塁は自己最高となった。
2008年は、2年ぶりに15本以上の本塁打を放ったが、打率は2005年以来自己最低の数字となった。また、三振131も自己ワーストの数字である。
2009年は、3年連続で規定打席に到達。2年連続での2ケタ本塁打を放った。また、守備面では三塁手としての試合出場が最も多く、これは2006年以来の結果である。更に、初めて二塁守備にも就いた。シーズン終了後の11月6日にクリス・ゲッツとジョシュ・フィールズとのトレードでシカゴ・ホワイトソックスへ移籍し、12月8日に3年総額1,400万ドルで契約延長した。
2010年は開幕から三塁手として起用されたが、5月30日のタンパベイ・レイズ戦で打球処理の際に右手中指を骨折。8月13日のデトロイト・タイガース戦で復帰後は主に外野手として出場したが、後半戦は32試合の出場で打率.260、1本塁打、OPS.683に終わった。
2011年7月27日にホワイトソックス、セントルイス・カージナルス、トロント・ブルージェイズ間での三角トレードでブルージェイズへ移籍。
2012年1月17日に1年550万ドルの契約を残したまま解雇された。2月6日にワシントン・ナショナルズとマイナー契約を結んだが、メジャーには昇格できなかった。11月27日にアリゾナ・ダイヤモンドバックスとマイナー契約を結んだ。
2013年5月20日にダイヤモンドバックスを退団。5月23日、テキサス・レンジャースとマイナー契約を結んだ。しかし6月3日に放出された。その後6月17日に、アトランティックリーグのヨーク・レボリューションと契約を結んだ。
2014年は2月15日にサンフランシスコ・ジャイアンツとマイナー契約を結んだが、3月19日に放出された。同年12月15日、引退したことが報じられた。
2017年1月24日にイタリアンベースボールリーグのパドヴァ・ベースボールクラブと契約し現役復帰。

## 年度別打撃成績
| 年 度     | 球 団     | 試 合 | 打 席 | 打 数 | 得 点 | 安 打 | 二 塁 打 | 三 塁 打 | 本 塁 打 | 塁 打 | 打 点 | 盗 塁 | 盗 塁 死 | 犠 打 | 犠 飛 | 四 球 | 敬 遠 | 死 球 | 三 振 | 併 殺 打 | 打 率 | 出 塁 率 | 長 打 率 | O P S |
| --------- | --------- | ----- | ----- | ----- | ----- | ----- | -------- | -------- | -------- | ----- | ----- | ----- | -------- | ----- | ----- | ----- | ----- | ----- | ----- | -------- | ----- | -------- | -------- | ----- |
| 2005      | KC        | 130   | 491   | 447   | 60    | 110   | 29       | 4        | 7        | 168   | 55    | 7     | 2        | 2     | 1     | 40    | 2     | 1     | 107   | 13       | .246  | .309     | .376     | .685  |
| 2006      | KC        | 109   | 439   | 393   | 70    | 114   | 21       | 7        | 18       | 203   | 69    | 10    | 0        | 2     | 2     | 40    | 2     | 2     | 85    | 5        | .290  | .357     | .517     | .874  |
| 2007      | KC        | 144   | 608   | 544   | 78    | 155   | 31       | 8        | 7        | 223   | 60    | 13    | 5        | 4     | 2     | 55    | 8     | 3     | 127   | 23       | .285  | .353     | .410     | .763  |
| 2008      | KC        | 149   | 623   | 572   | 66    | 146   | 31       | 4        | 15       | 220   | 59    | 4     | 3        | 0     | 2     | 46    | 4     | 3     | 131   | 6        | .255  | .313     | .402     | .715  |
| 2009      | KC        | 144   | 571   | 524   | 69    | 142   | 34       | 1        | 12       | 214   | 50    | 8     | 1        | 2     | 2     | 37    | 4     | 6     | 123   | 11       | .271  | .325     | .408     | .734  |
| 2010      | CWS       | 77    | 262   | 233   | 31    | 60    | 13       | 2        | 4        | 89    | 25    | 3     | 5        | 2     | 2     | 25    | 0     | 0     | 61    | 8        | .258  | .327     | .382     | .709  |
| 2011      | CWS       | 51    | 130   | 118   | 11    | 24    | 3        | 0        | 3        | 36    | 11    | 0     | 1        | 0     | 0     | 12    | 1     | 0     | 28    | 3        | .203  | .277     | .305     | .582  |
| 2011      | TOR       | 27    | 47    | 42    | 3     | 8     | 1        | 0        | 1        | 12    | 3     | 0     | 0        | 1     | 0     | 4     | 0     | 0     | 17    | 0        | .190  | .261     | .286     | .547  |
| '11計     | TOR       | 78    | 177   | 160   | 14    | 32    | 4        | 0        | 4        | 48    | 14    | 0     | 1        | 1     | 0     | 16    | 1     | 0     | 45    | 3        | .200  | .273     | .300     | .573  |
| 通算：7年 | 通算：7年 | 831   | 3171  | 2873  | 388   | 759   | 163      | 26       | 67       | 1175  | 332   | 45    | 17       | 13    | 11    | 259   | 21    | 15    | 679   | 69       | .264  | .327     | .409     | .736  |

- 各年度の太字はリーグ最高